# Mulvier
Die Mulvier oder Milvier (lateinisch gens Mulvia bzw. Milvia) waren ein römisches Geschlecht (gens), das den Gentilnamen Mulvius bzw. Milvius trug.
Bekannte Namensträger sind:
- Mulvius (Komiker), römischer Komiker und Witzemacher (scurra; 1. Jahrhundert v. Chr.)
- Marcus Mulvius, Triumvir nocturnus (3. Jahrhundert v. Chr.)
- Gaius Mulvius Ofillius Restitutus, römischer Ritter und Militärtribun (1. Jahrhundert n. Chr.)
- Mulvius Gallicanus, (angeblicher) Prätorianerpräfekt unter Valerian (3. Jahrhundert)

Nach einem der Namensträger, vermutlich Marcus Mulvius, ist der Pons Mulvius benannt, die Milvische Brücke, über die die Via Flaminia den Tiber überschritt.